# إدوارد ماكهيو
إدوارد ماكهيو (بالإنجليزية: Edward McHugh)‏ هو مصور أمريكي، ولد في 1969.